# 王善 (蒙古帝国)
王善（1183年—1243年），字子善，蒙古帝国真定府藁城县（今河北省藁城县）人。

## 生平
王善多智谋，精骑射。金朝末年，河北大乱，被众推为长，权中山府治中，率众降蒙古军。1219年。粉碎李济、郭安计谋。又率兵三百攻破武仙，镇守真定，又进据获鹿，使得州县四十二降服蒙古。次年，以功升为中山真定等路招讨使。加右副元帥、驃騎大将軍、屯藁城。1222年，升藁城為匡国軍，以王善行帥府事。1223年，進金吾衛大将軍、左副元帥。1232年，从征金朝河南，至郑州，州将马伯坚出降。1236年，升为河北西路兵马副都总管、知中山府事。官至金吾卫大将军。去世后，追封冀国公，谥武靖。

## 家族
其子王慶淵，為行軍千户，征淮南战死。次子王慶端。